# Kloten (gemeente)
Kloten is een gemeente en stad in het kanton Zürich in Zwitserland. Kloten ligt in het district Bülach en telt 18.000 inwoners. Binnen de gemeentegrenzen bevindt zich de internationale luchthaven van Zürich. Vanwege het vliegveld beschikt de relatief kleine gemeente over drie treinstations.
Het gebied rondom Kloten werd lang geleden al bewoond. Waar de luchthaven ligt, zijn sporen van neolithische nederzettingen gevonden. Verder zijn er ook overblijfselen van een nederzetting uit de vroege bronstijd gevonden en een Romeins landgoed. In de Romeinse tijd lag Kloten op het kruispunt van de Romeinse wegen naar Windisch en Bregenz.
De naam Kloten dook voor het eerst op in 1155 als Chlotun.

## Trivia
- De Nederlandse cabaretier Herman Finkers heeft een sketch gemaakt over Kloten.
- Ook werd de naam van deze plaats gebruikt voor een Nederlandse radiocommercial voor Vodafone in 2013.